# Otakar Ševčík

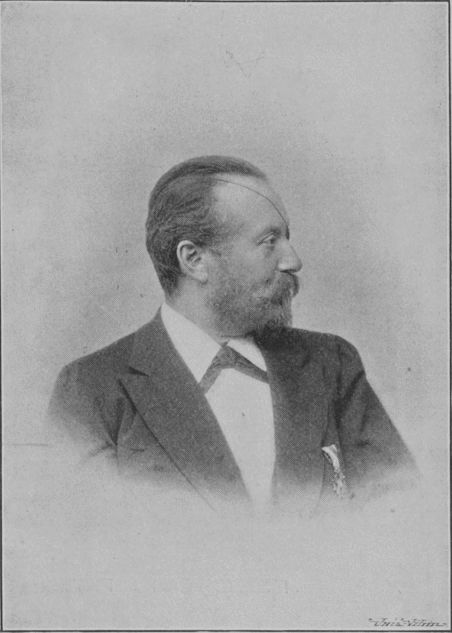
Otakar Ševčík (1901)

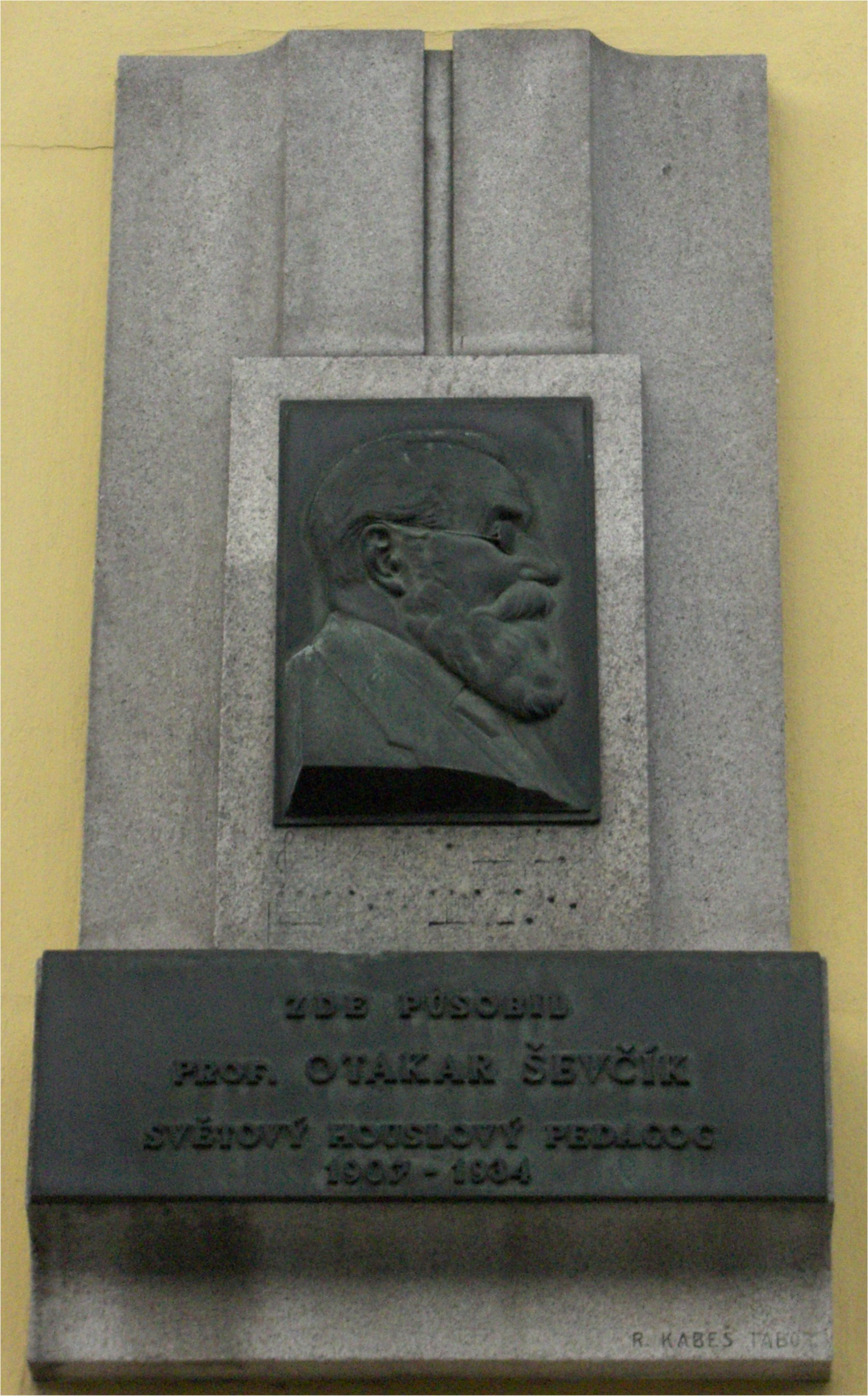
Otakar Ševčík.

Otakar Ševčík (* 22. März 1852 in Horažďovice, Kaisertum Österreich; † 18. Januar 1934 in Písek) war ein tschechischer Violinist.

## Biografie
Der Sohn eines Lehrers und Direktors des Kirchenchores studierte zunächst am Prager akademischen Gymnasium und von 1866 bis 1870 am Konservatorium das Geigenspiel. Nach dem Abitur war er von 1870 bis 1873 als Konzertmeister am Salzburger Mozarteum tätig, später in Wien, Polen und im russischen Kiew. Ševčík wurde als Violin-Solist wie als Kammermusiker bekannt und spielte unter anderem mit Eugène Ysaÿe. Diese und künftige Auslandsaufenthalte trugen zu seiner Bekanntheit in seiner vor allem umfangreichen Lehrtätigkeit bei.
Nach einer Augenkrankheit beendete er seine Konzerttätigkeit und lehrte von 1875 bis 1892 an der zaristischen Musikschule in Kiew, danach 14 Jahre lang am Prager Konservatorium. 1909 kehre er nach Wien zurück und lehrte dort neun Jahre lang an der Wiener Musikakademie. Nach der Gründung der Tschechoslowakei kehrte er in seine Heimat zurück und wurde zum Professor des Konservatoriums ernannt. Dreimal wurde er zu längeren pädagogischen Aufenthalten in die USA eingeladen, unter anderem nach Boston, Chicago und New York, leitete Meisterkurse in Mondsee und führte noch mit 81 Jahren Meisterkurse in England durch.
Im Jahr 1957 wurde in Wien-Liesing (23. Bezirk) die Sevcikgasse nach ihm benannt.

## Lehrwerke für Violine
Seine Violin-Studien und Violin-Methoden zählen noch heute zu den wichtigsten Unterrichtswerken für Violinschüler. Zu seinen berühmtesten Schülern zählen unter anderem Mary Hall, Erika Morini, Karl Thomann, Jan Kubelík und Jaroslav Kocian und Wolfgang Schneiderhan.
Zu diesen Studien zählt Der Kleine Ševčík, eine elementare Violinschule, die in 149 Übungen das Halbtonsystem lehrt sowie die Schule der Violintechnik, Erste Lage, Vol. II: Zweite bis siebte Lage sowie Vol. III. Shifting, and Preparatory Exercises in Double-Stopping, op. 9.

## Werkausgaben

### Violinschulen
- The Little Ševčík, An Elementary Violin Tutor (1901). Miami, Florida: Kalmus/Warner Music. ISBN 0-7692-9729-3. Bosworth ISBN 0-7119-9838-8
- Tonleitern + Akkordstudien für Violine, Bosworth
- Schule der Violintechnik Op 1/1. Violine: Violin Studies, Bosworth, ISBN 0-7119-9519-2 *Schule der Violintechnik Op 1/2. Violine, Bosworth ISBN 3-936026-74-2
- Schule der Violintechnik Op 1/4. Violine, Bosworth, ISBN 0-7119-9722-5
- Schule der Bogentechnik Op 2/1, Violine, Bosworth, ISBN 0-7119-9837-X
- Schule der Bogentechnik Op 2/2. Violine, Bosworth
- Schule der Bogentechnik Op 2/3. Violine, Bosworth, ISBN 0-7119-9210-X, ISBN 3-936026-75-0
- Schule der Bogentechnik Op 2/4. Violine, Bosworth
- Schule der Bogentechnik Op 2/5. Violine, Bosworth, ISBN 0-7119-9701-2
- Schule der Bogentechnik Op 2/6. Violine, Bosworth, ISBN 1-84449-307-5
- 40 Variationen Op 3, Violine, Bosworth
- Violinschule Op 6 für Violine, Band 1 bis 7, Bosworth
- Trillervorstudien Op 7 für Violine, Band 1 und 2, Bosworth
- Lagenwechsel Op 8. Violine, Bosworth, ISBN 1-84449-500-0
- Doppelgriff Vorstudien Op 9. Violine, Bosworth, ISBN 1-84609-011-3

### Ausgaben für Viola und Violoncello
- Schule der Violatechnik Op 1, Band 1 bis 4, Bosworth, ISBN 0-7119-9770-5 (Bd. 1)
- Schule der Bogentechnik Op 2 für Viola, Band 1 bis 3, Bosworth
- 40 Variationen Op 3. Viola, Bosworth
- Lagenwechsel Op 8. Viola, Bosworth
- Doppelgriff Vorstudien Op 9. Viola, Bosworth
- Daumenaufsatz Op 1/1. Violoncello, Bosworth
- Bogentechnik Op 2/1. Violoncello, Bosworth, ISBN 0-7119-9716-0
- Bogentechnik Op 2/4. Violoncello, Bosworth
- Bogentechnik Op 2/5. Violoncello, Bosworth
- 40 Variationen Op 3. Violoncello, Bosworth
- Lagenwechsel Op 8. Violoncello, Bosworth, ISBN 0-7119-9502-8

### Ausgabe für Kontrabass
- Bogenstudien Op. 2, bearbeitet für Kontrabass von Gerd Reinke, Bosworth, Köln 1996